# 華貴邨

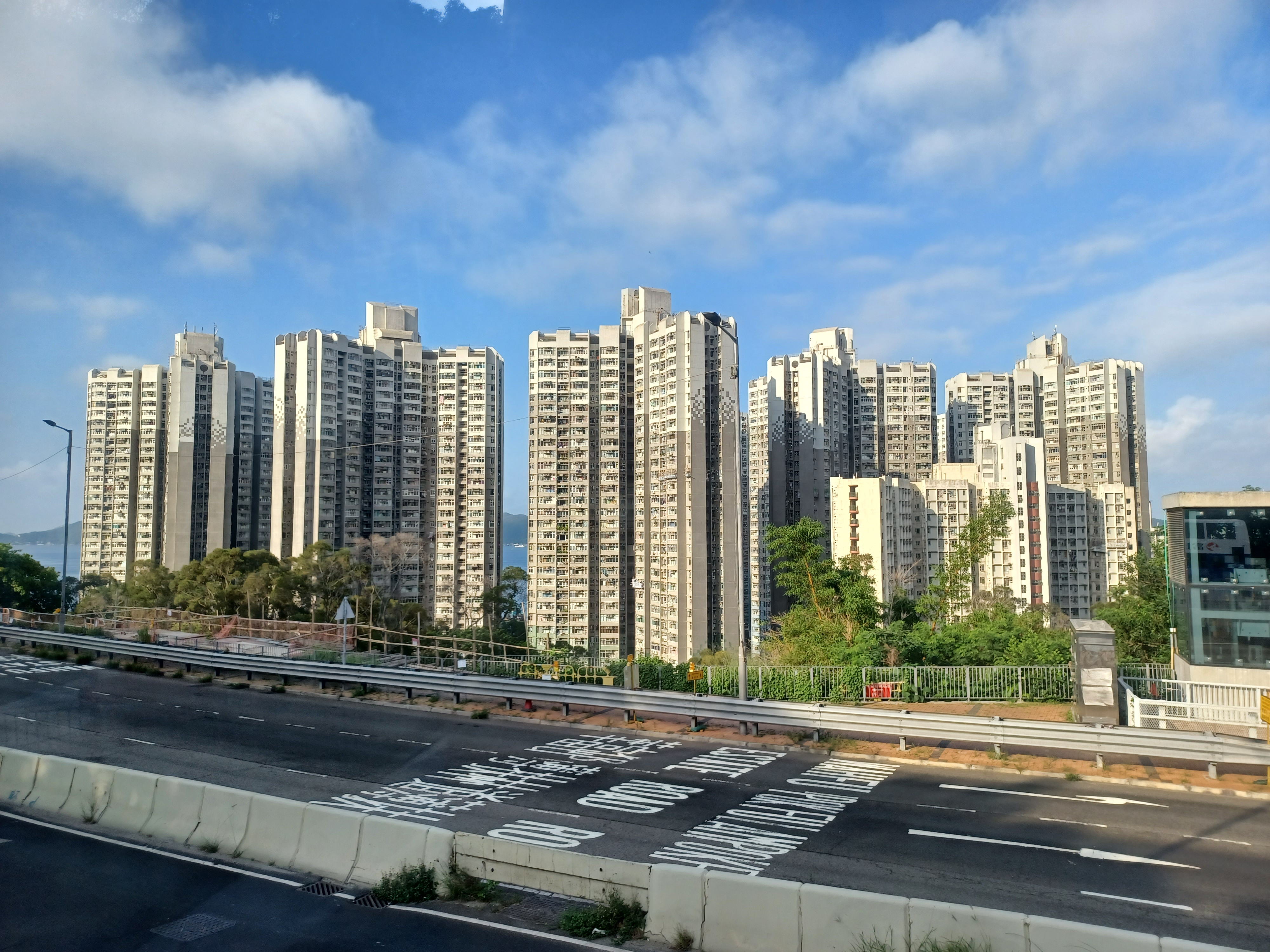
石排灣道望向華貴邨

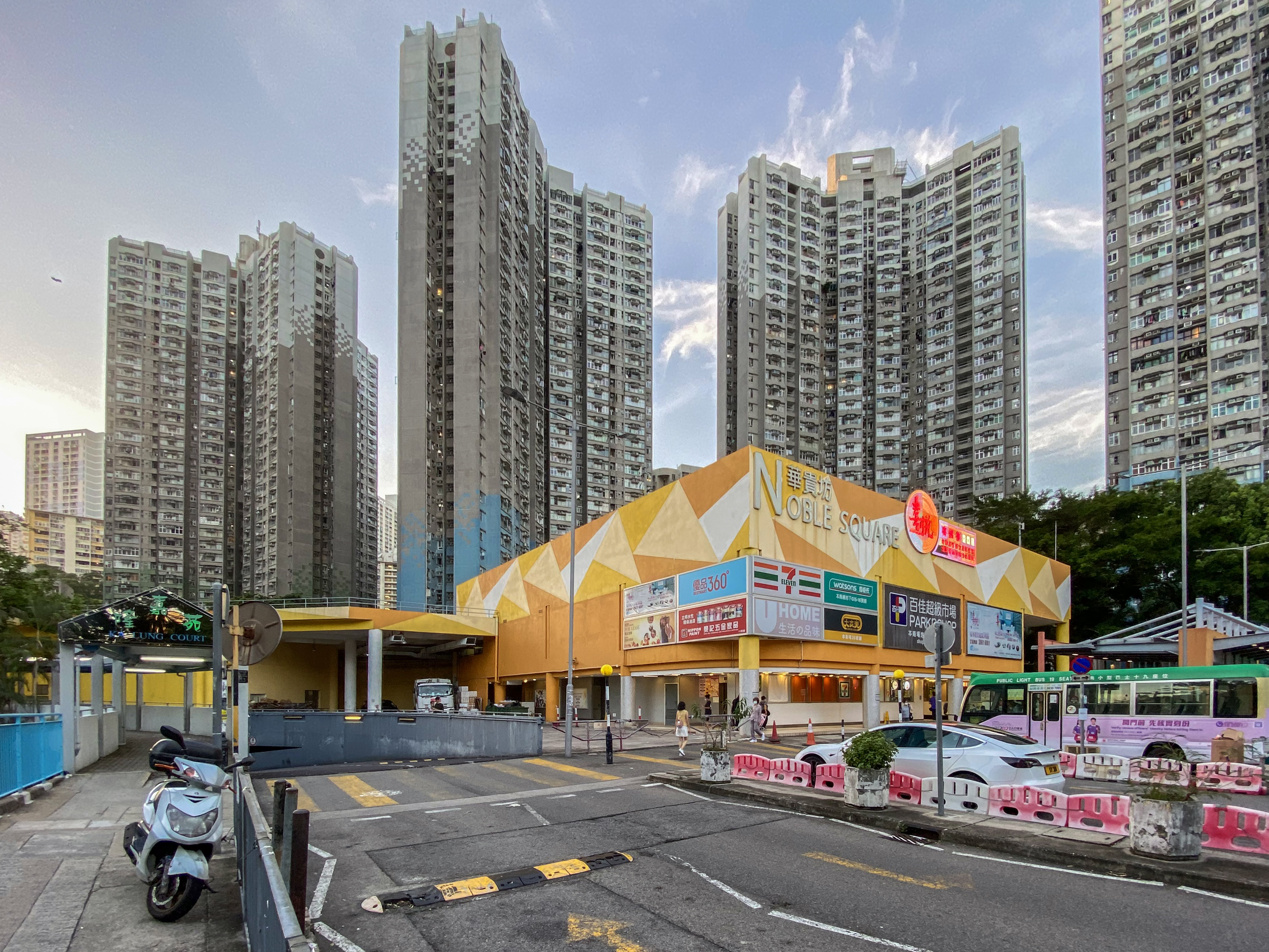
華貴坊外貌

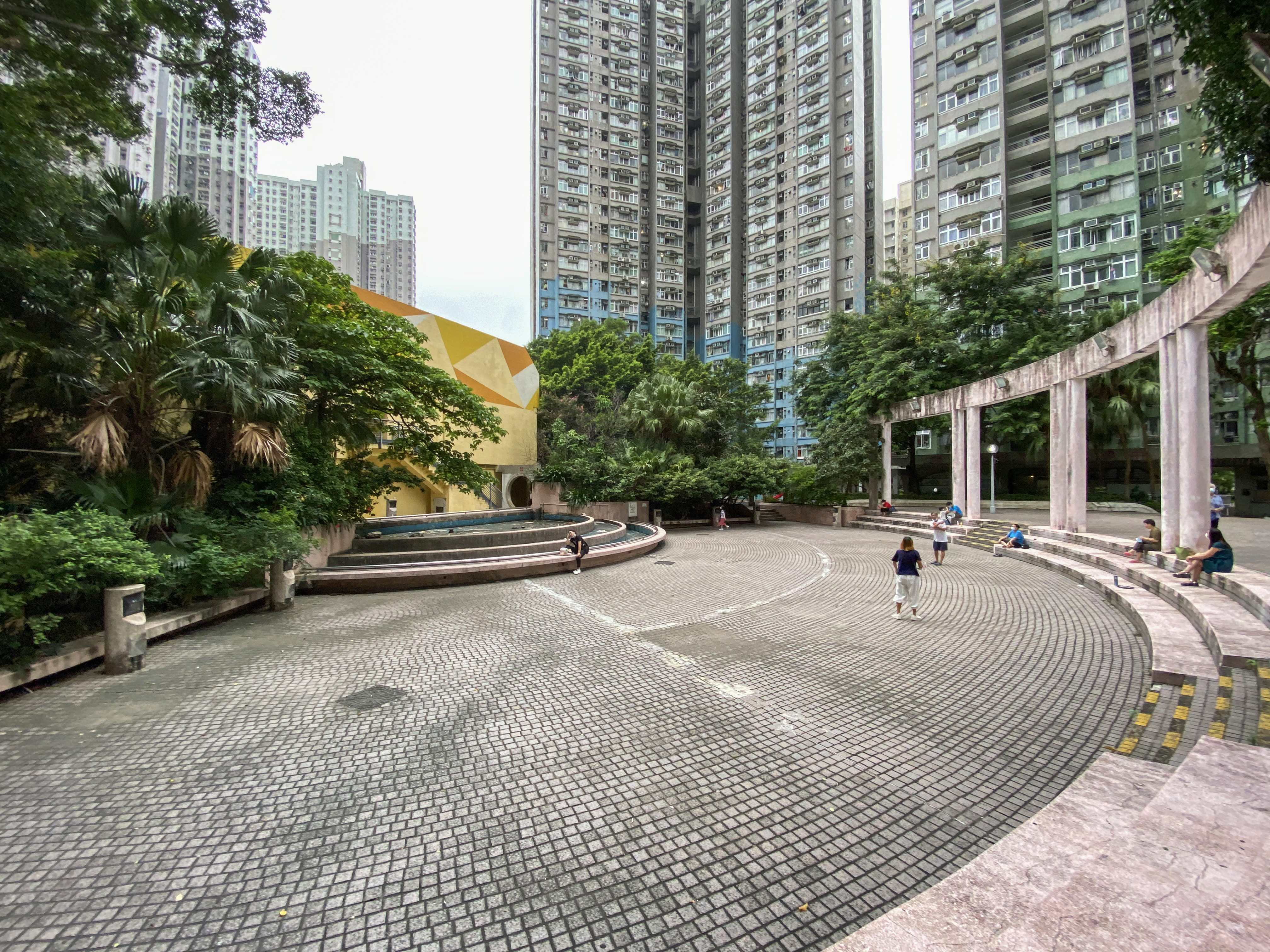
屋邨內的廣場水池已經荒廢多年

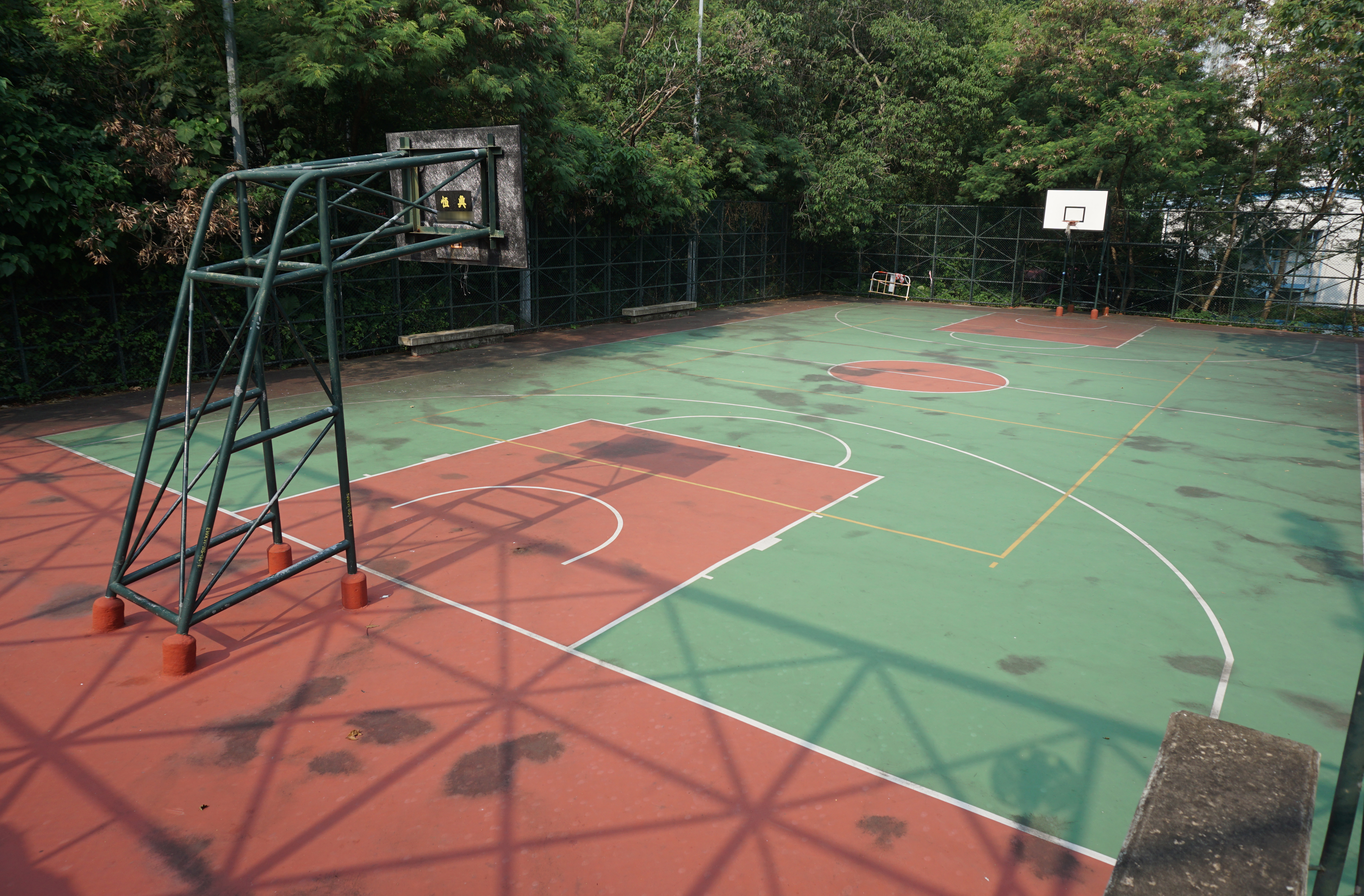
籃球場

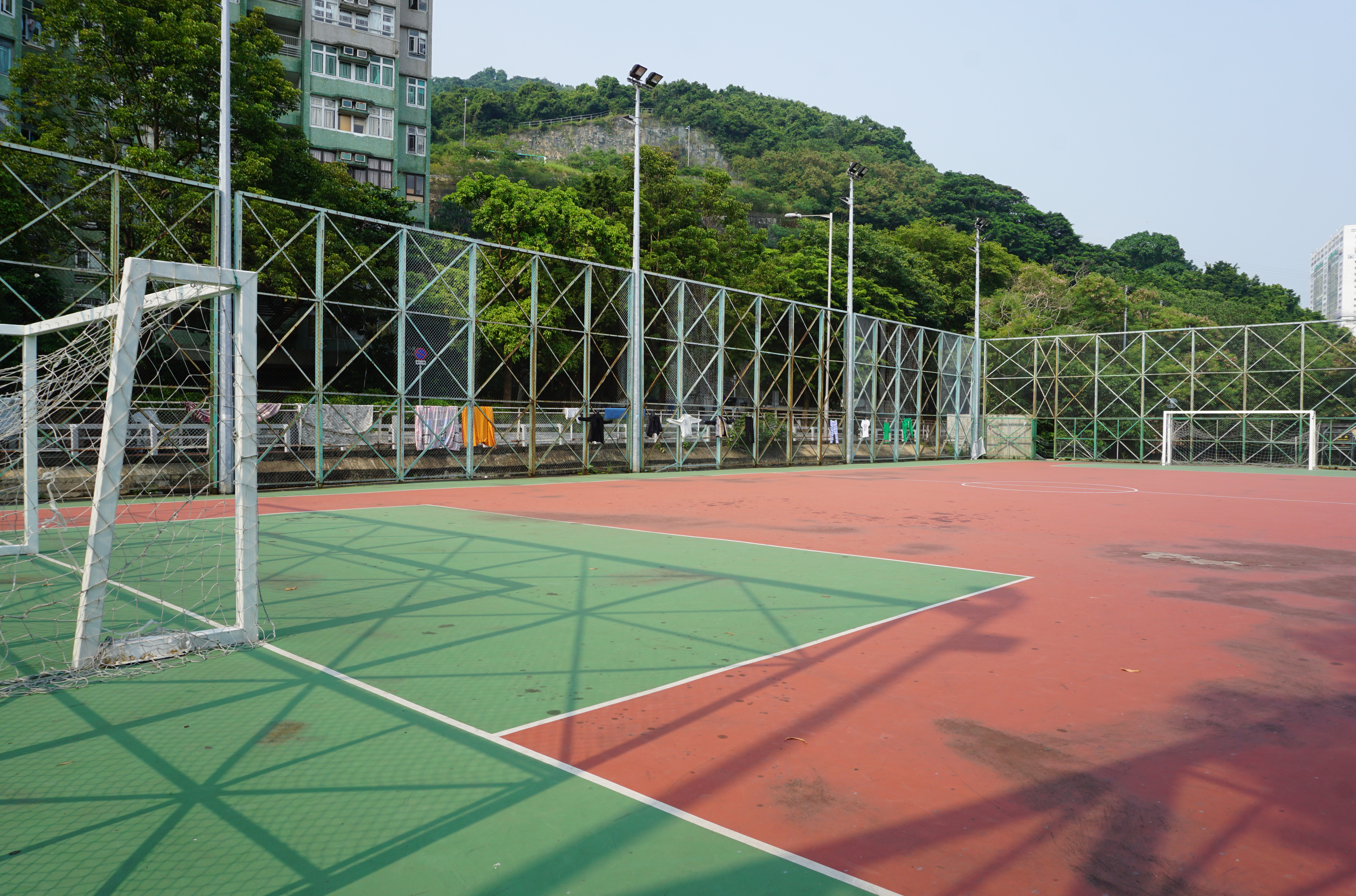
足球場

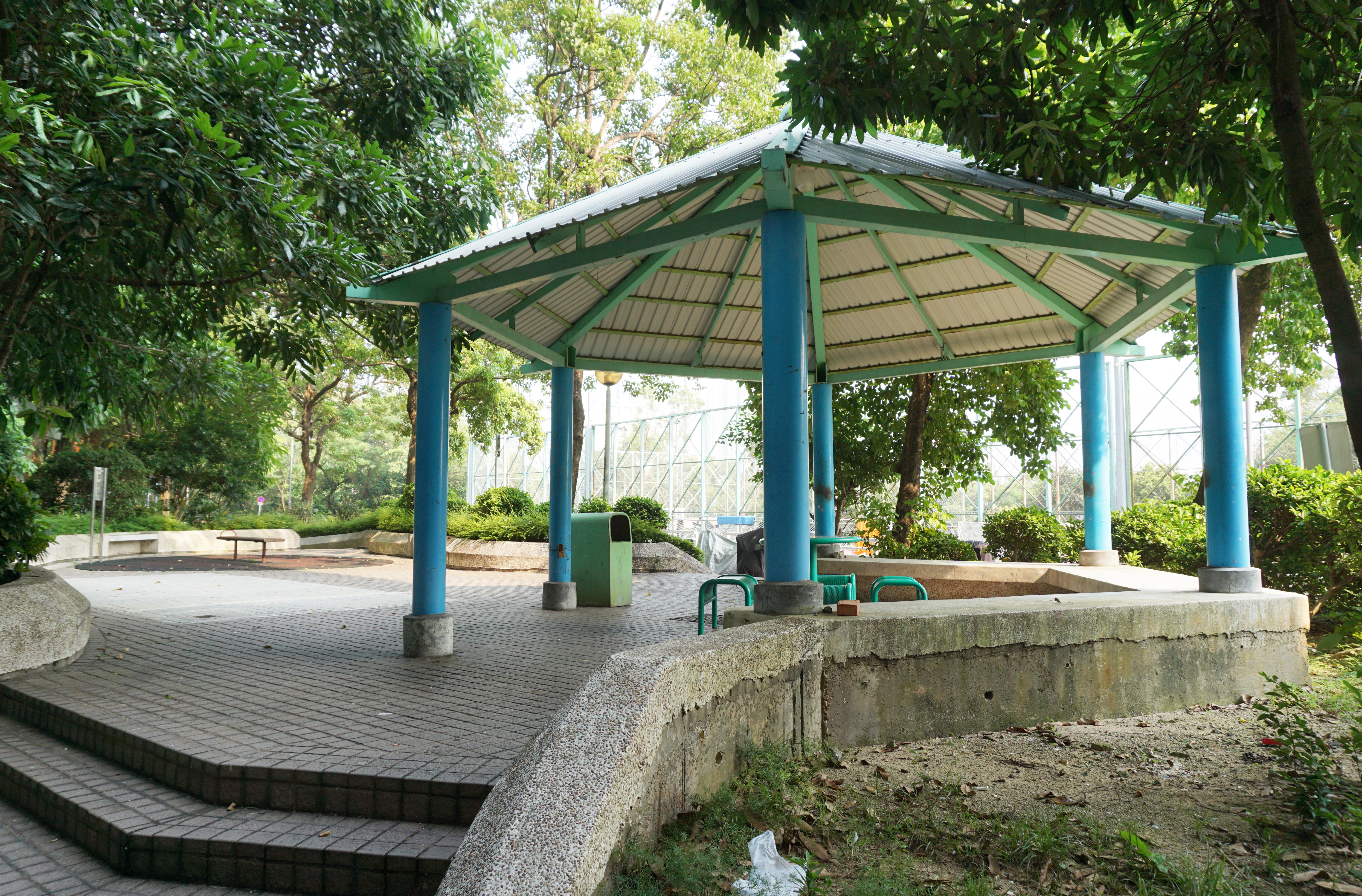
涼亭

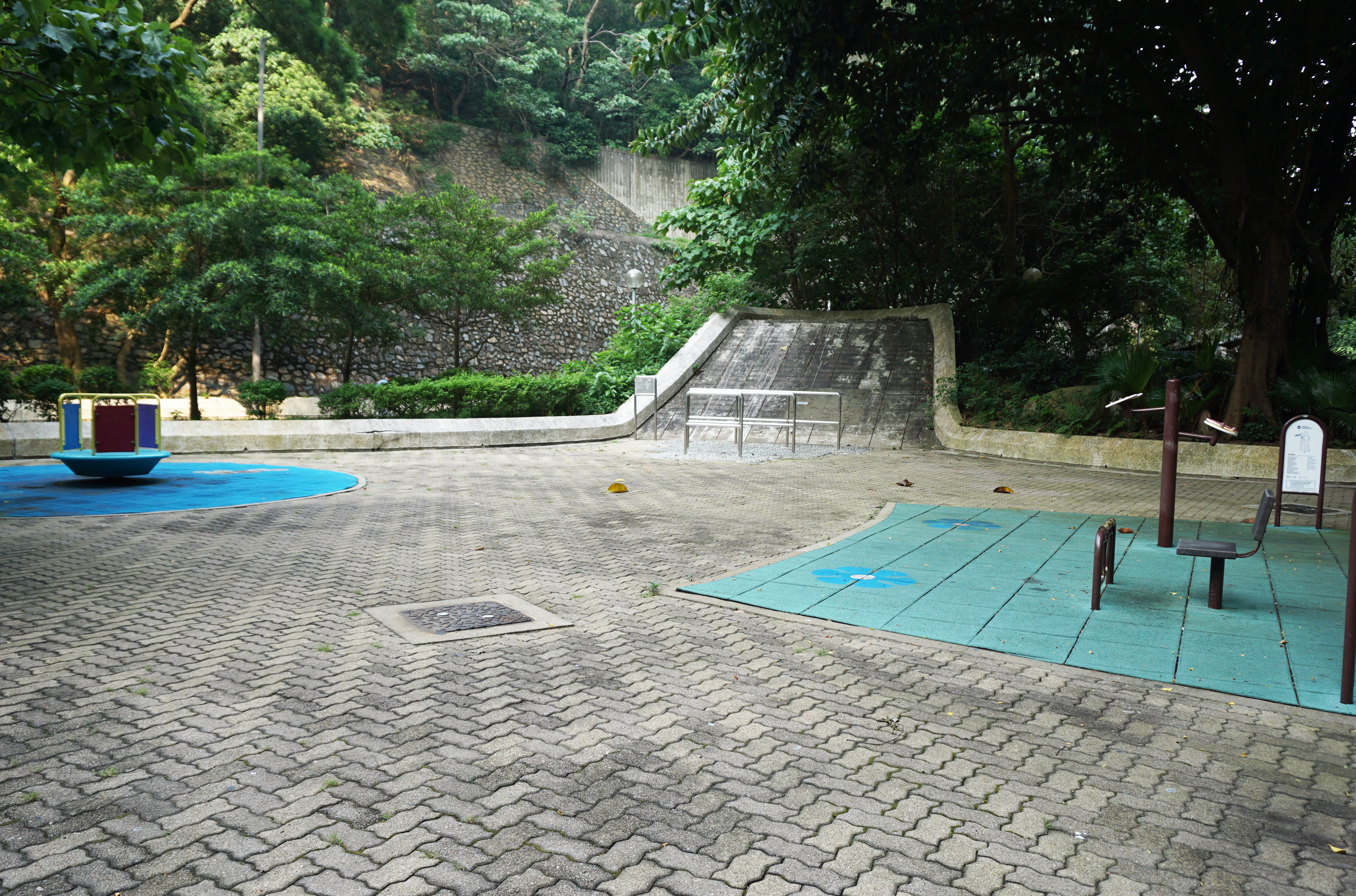
兒童遊樂場、卵石路步行徑及健體區

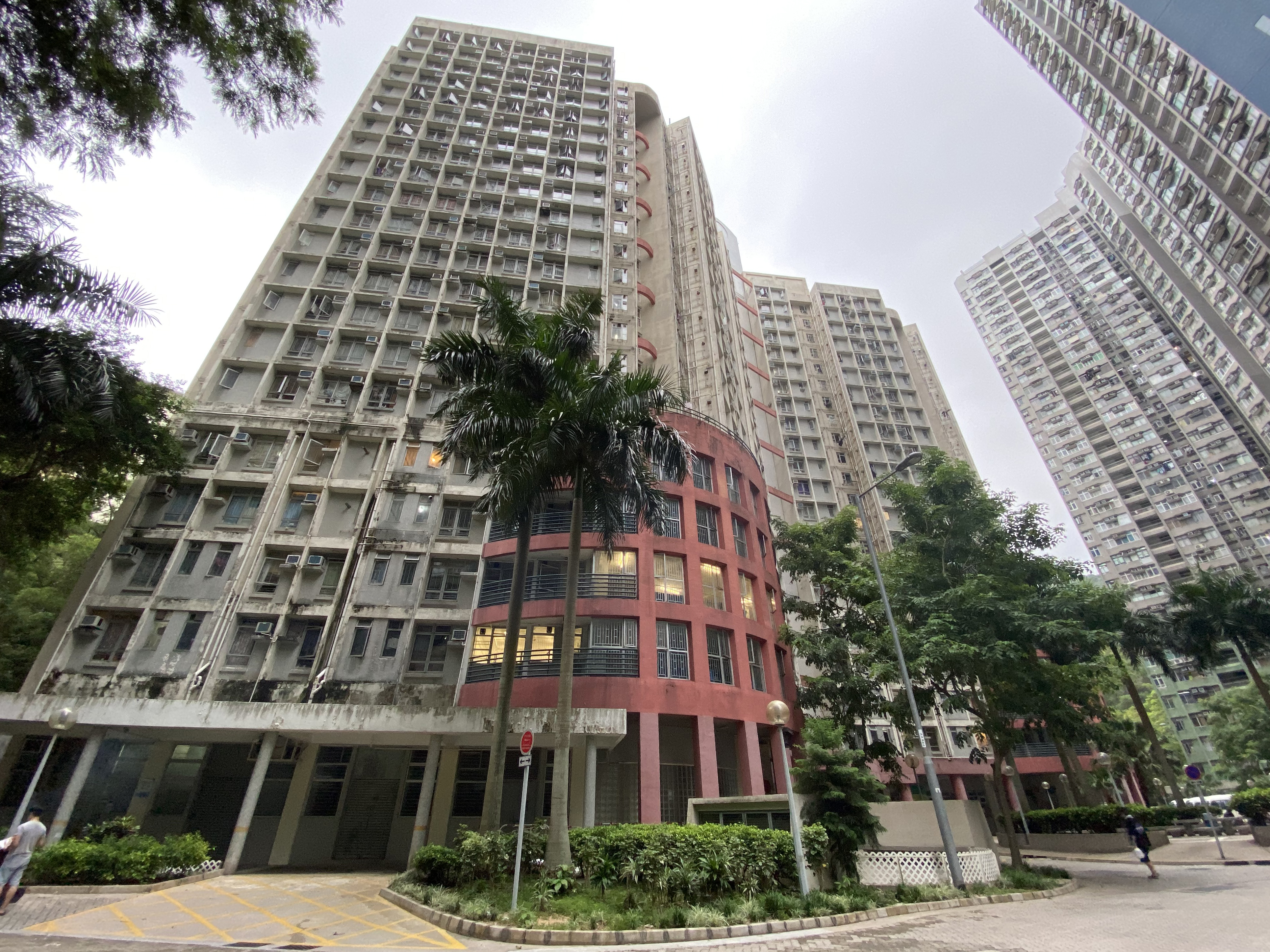
華愛樓並非「租者置其屋計劃」大廈；同時為港島區首幢小型單位大廈

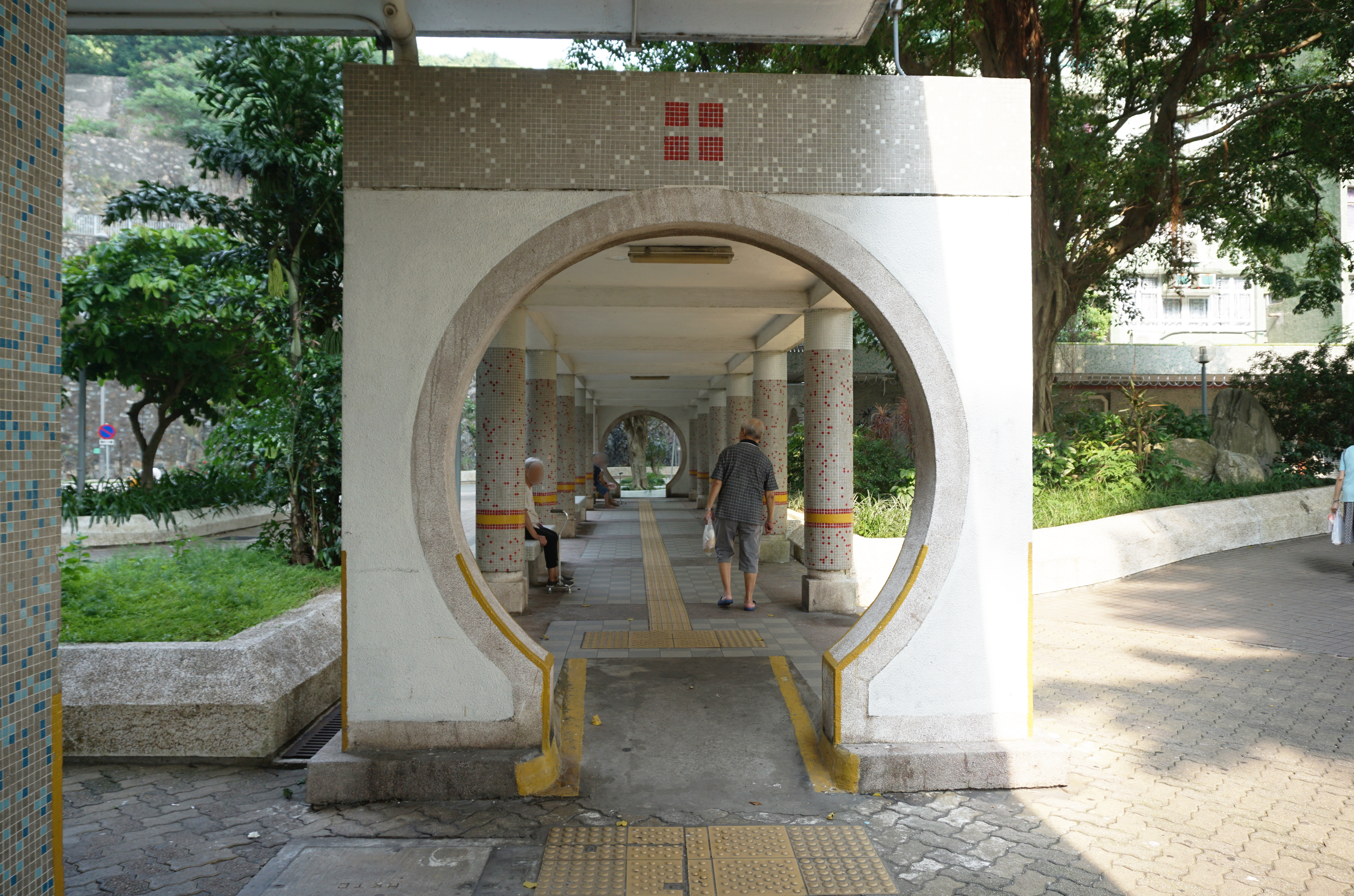
有蓋行人通道

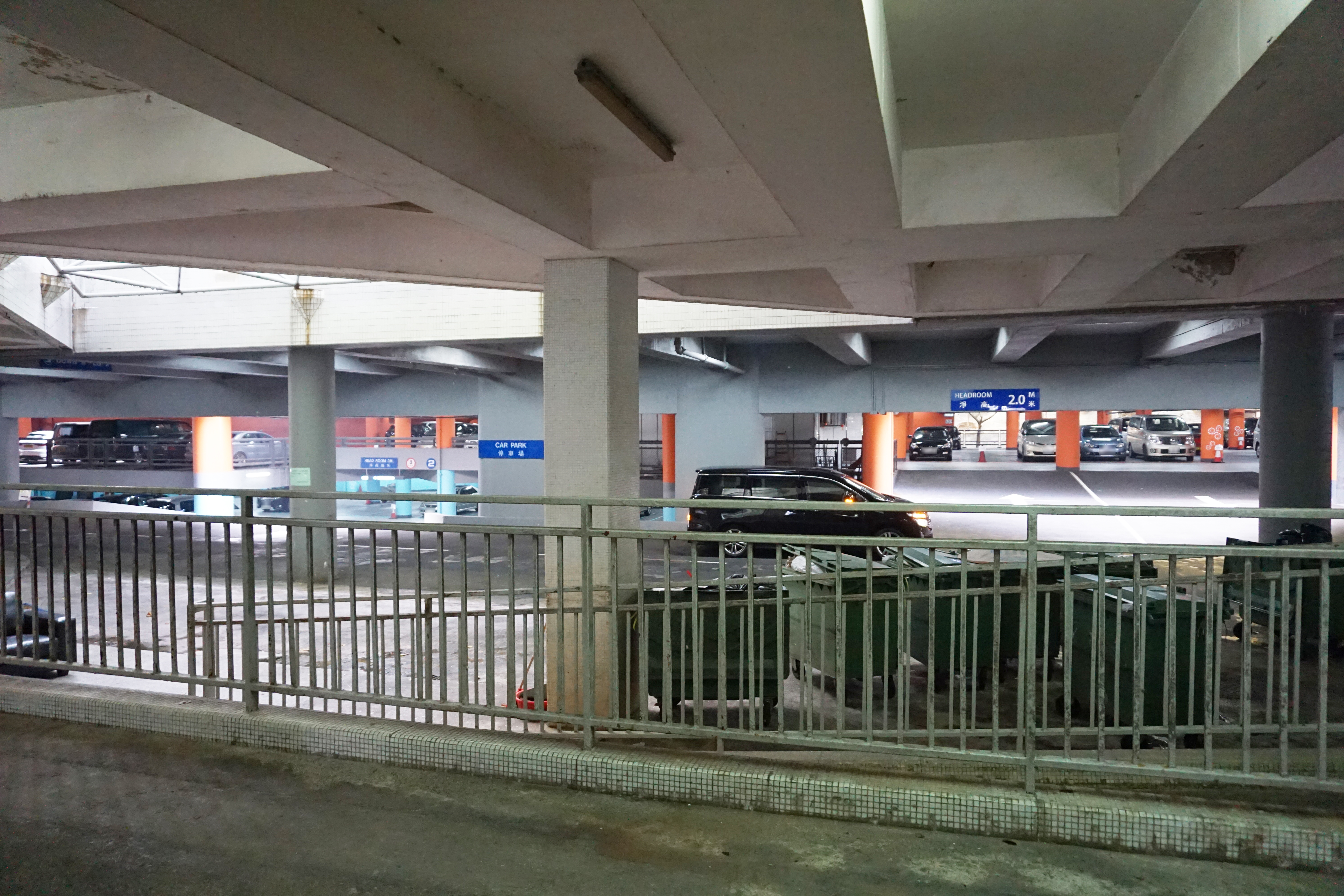
停車場

華貴邨（英語：Wah Kwai Estate），規劃時臨時命名為奇力灣邨（英語：Kellett Bay Estate），是一條公共屋邨，位於香港島南區雞籠灣旁，興建目的主要是接收田灣邨及石排灣邨部份的重建戶，Y型大廈及商場由房屋署總建築師設計，外型呈W字型的華愛樓則由巴馬丹拿建築及工程師有限公司設計，為港島區首幢小型單位大廈，並由香港房屋委員會負責樓宇管理，由港島西區租約事務管理處負責屋邨租約事務，停車場由領展負責管理，現時已經成立有業主立案法團，華禮樓、華孝樓、華廉樓、華善樓和華賢樓由昇捷管理服務有限公司管理，華愛樓和公共用地則由嘉怡物業管理有限公司管理。

## 屋邨歷史
華貴邨的原址屬於雞籠灣（奇力灣）的一部份，1985年，香港政府決定遷拆雞籠環村及後在並在該處填海，同時解除地段的「薄扶林延期履行權」規劃限制，交由當時香港房屋委員會興建華貴邨。屋邨於1989年中命名，1990年落成入伙，主要收容舊田灣邨居民。華貴邨與華富邨屬上下邨的關係，所以屋邨命名採用「富」之後的「貴」為名；同一發展計劃的嘉隆苑則得名自雞籠灣地名之雅稱。
1998年，華貴邨成為當時唯一在南區成立的租者置其屋計劃的屋邨，及首個在港島推行租者置其屋計劃的屋邨。

## 地理位置
華貴邨位於田灣西南部；華富邨東南部，嘉隆苑以北的華貴道3號，面向火藥洲及鴨脷洲，遠眺東博寮海峽及南丫島。

## 屋邨資料

### 屋邨建築設計
華貴邨5座Y4型樓宇按山勢呈半月形排列，前方則以T型排列的居屋嘉隆苑，務求讓更多的單位可以觀賞海景及山景，並且減低單位間的互望。而華貴邨及嘉隆苑的外牆選色以地盤的自然地貌為主，以海的藍色及山的綠色為主色，以灰白色襯托，再以附近山勢形態作外牆圖案。華貴邨近海邊設有一個圓形水飾廣場更是一個遊樂場與嬉水池雙結合的嶄新概念設計，可惜除更衣室及洗手間之外，其餘設施因屋邨管理問題而停用至今。
華貴邨也是繼華富邨後，另一個以市鎮概念設計的屋邨，屋邨規劃以華貴商場為中心，商場更滙聚飲食、超級市場、銀行等不同行業設施，街市則已結業，雖然規模比華富邨小，但也同樣一應俱全。而在華貴商場旁，設有華貴社區中心及升降機塔連行人天橋連接山上的華富邨。

### 樓宇
| 樓宇名稱（座號） | 樓宇類型            | 落成日期   | 樓宇層數 （住宅層數） | 每層伙數 | 單位數目（伙） | 建築師                       | 承建商             | 提供升降機的廠商  | 期數         |
| ---------------- | ------------------- | ---------- | --------------------- | -------- | -------------- | ---------------------------- | ------------------ | ----------------- | ------------ |
| 華禮樓（第1座）  | Y4型 （早期型設計） | 1990年11月 | 34（1-34樓）          | 18       | 612            | 房屋署總建築師               | 金門建築           | 英國通用電氣-捷運 | 1            |
| 華孝樓（第2座）  | Y4型 （早期型設計） | 1990年11月 | 34（1-34樓）          | 18       | 612            | 房屋署總建築師               | 金門建築           | 英國通用電氣-捷運 | 1            |
| 華廉樓（第3座）  | Y4型 （早期型設計） | 1990年11月 | 34（1-34樓）          | 18       | 612            | 房屋署總建築師               | 金門建築           | 英國通用電氣-捷運 | 1            |
| 華善樓（第4座）  | Y4型 （後期型設計） | 1991年11月 | 34（1-34樓）          | 21       | 714            | 房屋署總建築師               | 鴻運建築           | 迅達              | 2            |
| 華賢樓（第5座）  | Y4型 （後期型設計） | 1991年11月 | 34（5-34樓）          | 21       | 714            | 房屋署總建築師               | 鴻運建築           | 迅達              | 2            |
| 華愛樓（第6座）  | 小型單位大廈二型    | 1997年10月 | 20                    | 34       | 452            | 巴馬丹拿建築及工程師有限公司 | 方永勝建築有限公司 | 英國通用電氣-捷運 | （不設期數） |

（註：第三期指屬於同一項目的嘉隆苑，相關期數及座號因而略去。）

### 設施
邨內設有網球場、社區中心、民政事務處、公眾室內停車場、商場、巴士總站及小巴總站。

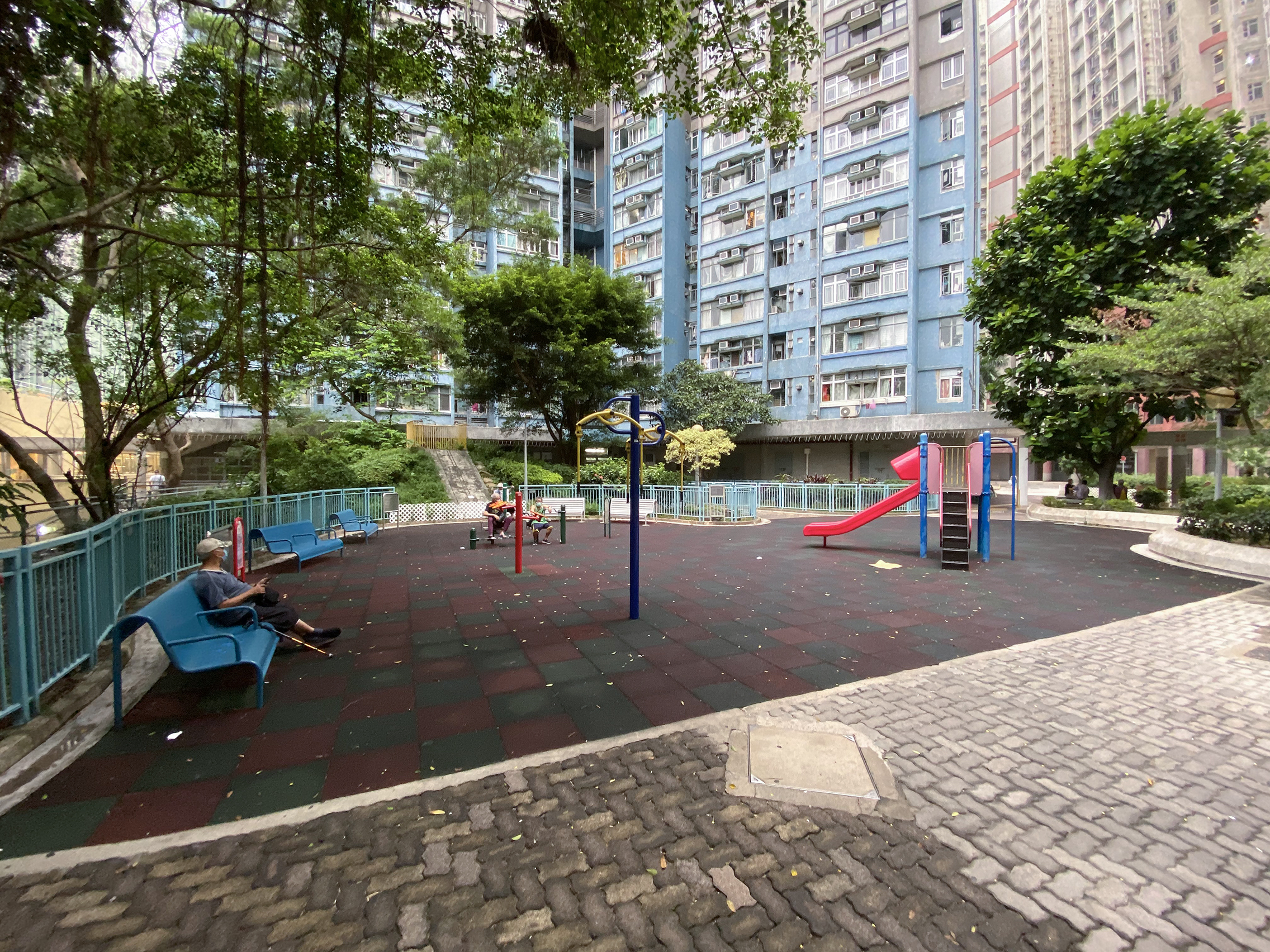
兒童遊樂場及健體區（2）
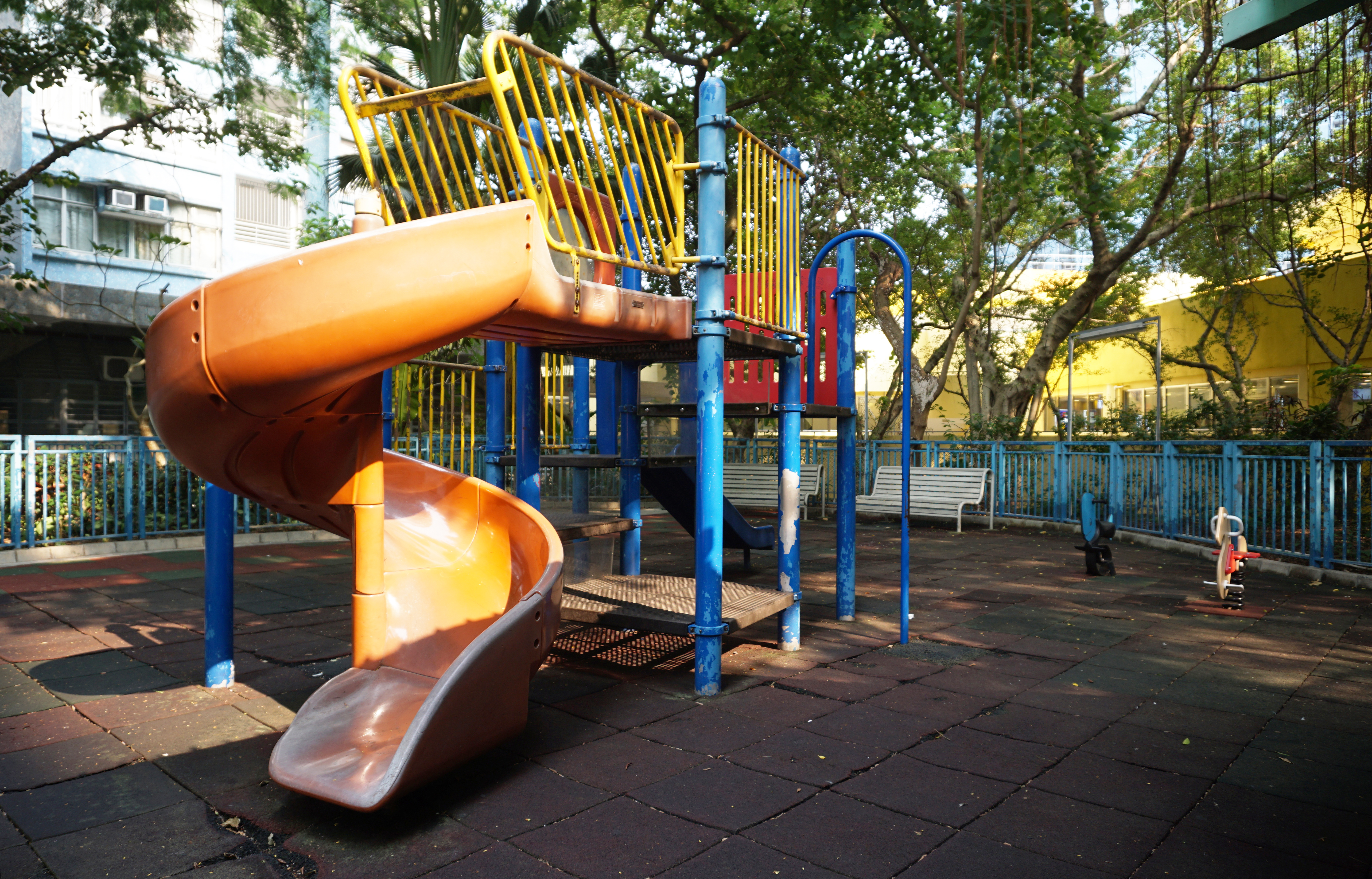
兒童遊樂場（3）
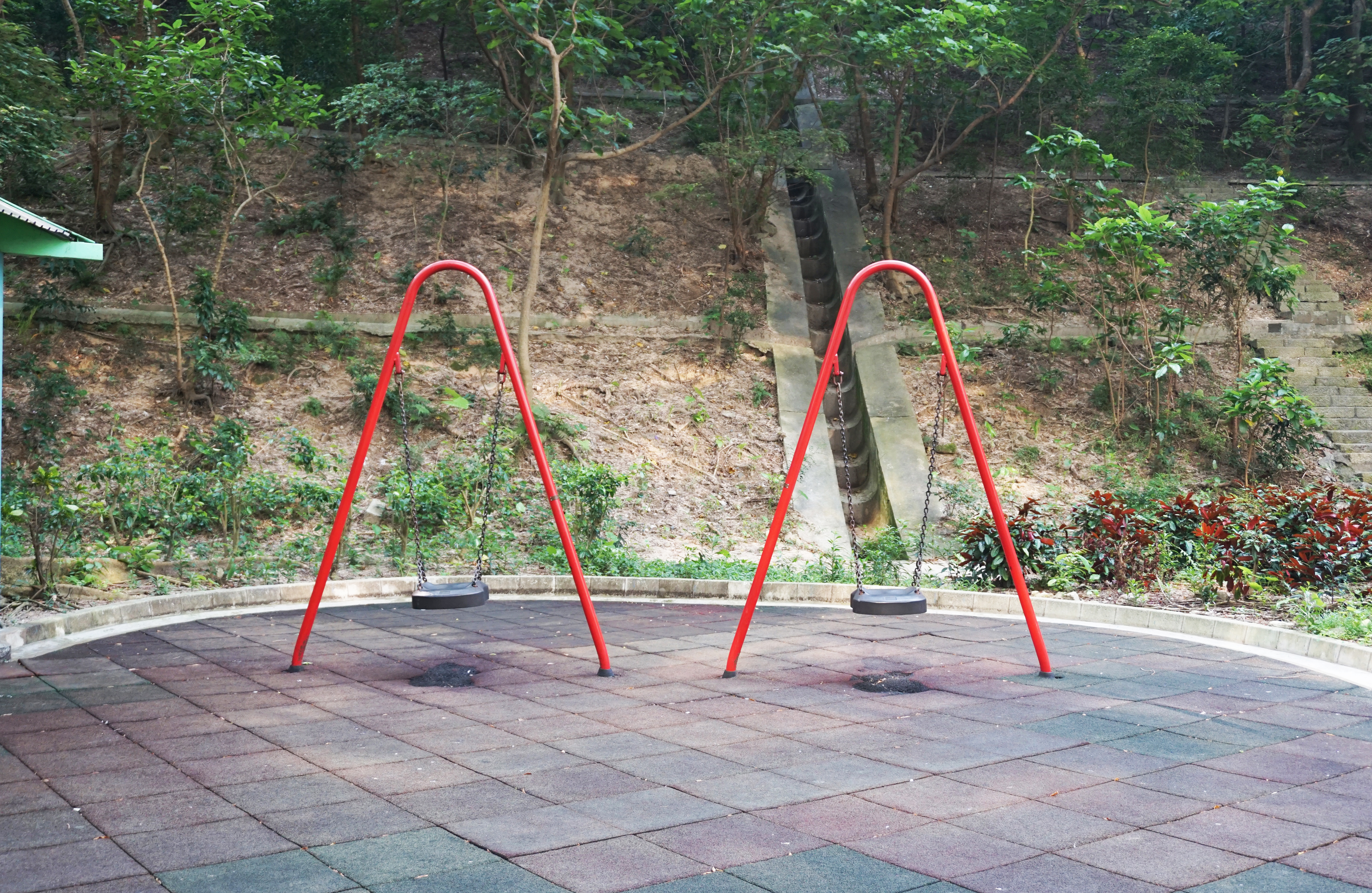
傳統鞦韆遊樂場
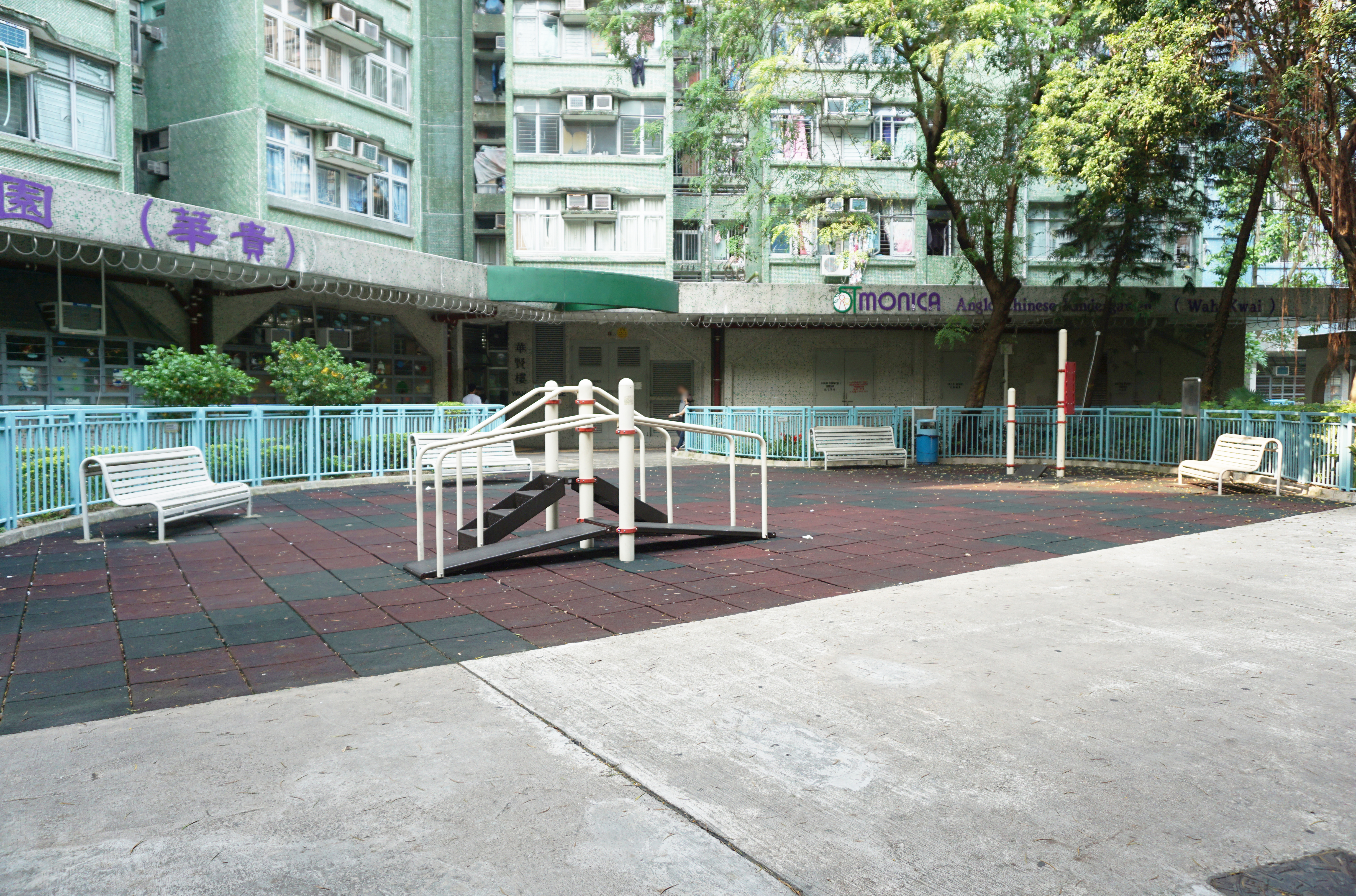
健體區（3）

#### 商場
商場名為華貴商場，樓高2層，原為香港房屋委員會持有，2005年售予領展房地產信託基金。商場曾經設有酒樓、街市（華貴街市）、診所、停車場等設施。
商場於2014年被領展以5.18億港元出售後，商場改名為「華貴坊」。新業主原本聲稱翻新街市，但2015年6月突然在沒有通知下將街市結業，20多個商戶頓失生計，街市盛傳會改建成大型超市或特賣場。華貴邨業主立案法團指有近2萬居民受影響，長者和輪椅住戶現只能光顧超市「捱貴菜」，促盡快重開街市，盼政府介入協助。2016年，新業主更將整個商場關閉圍封，以將商場翻新。翻新後商場已於2017年重開，主要租戶包括業主旗下公司U Home及優品360、7-11便利店、百佳超級市場、屈臣氏、藥房、中醫診所、洗衣店和髮廊等。餐廳包括大家樂，包點達人，譚仔，一樂冰室和喜悅皇宮。場內也設有小型街市“一鮮”和華門居護老院。

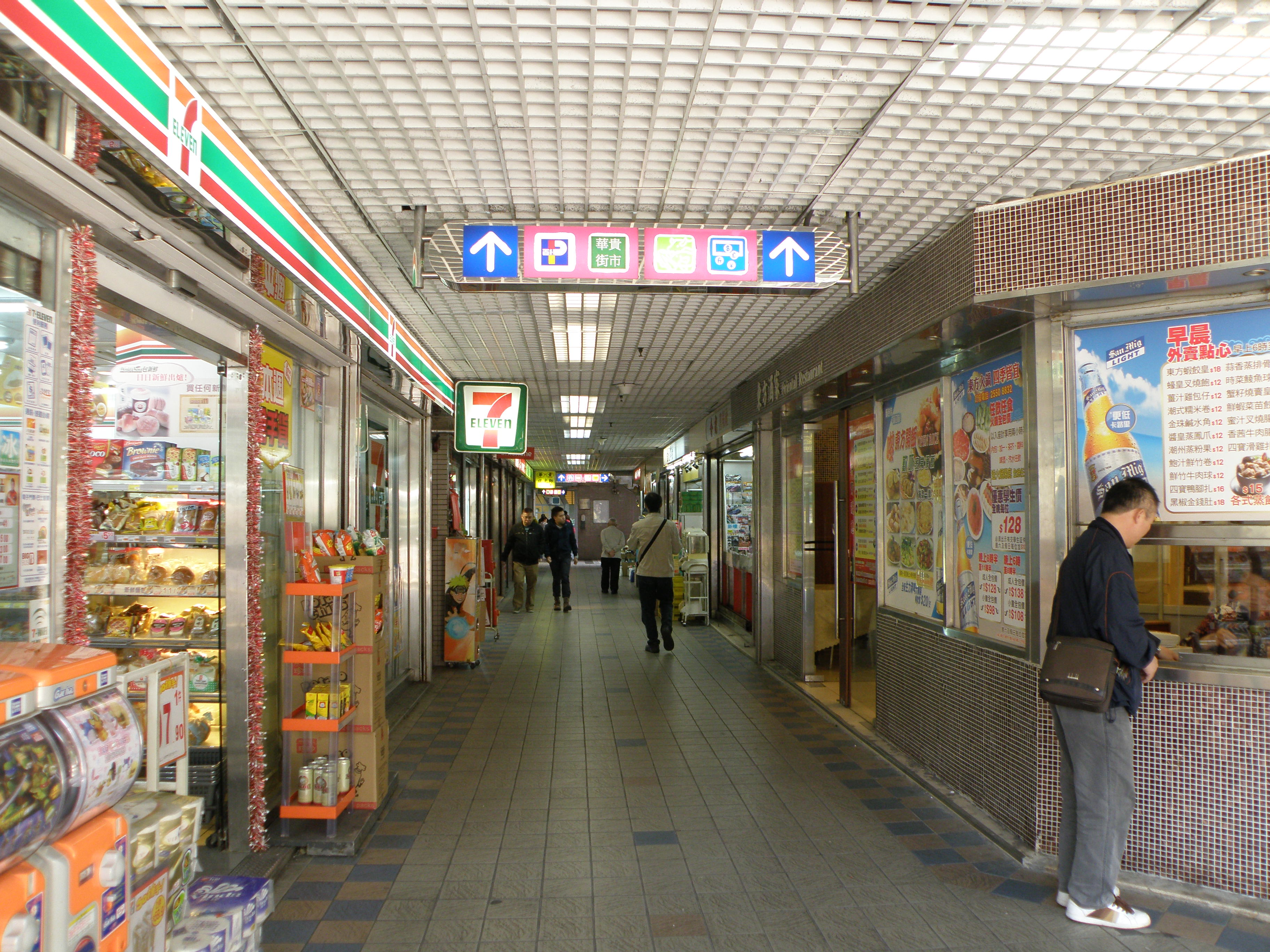
翻新前的華貴商場（2014年）
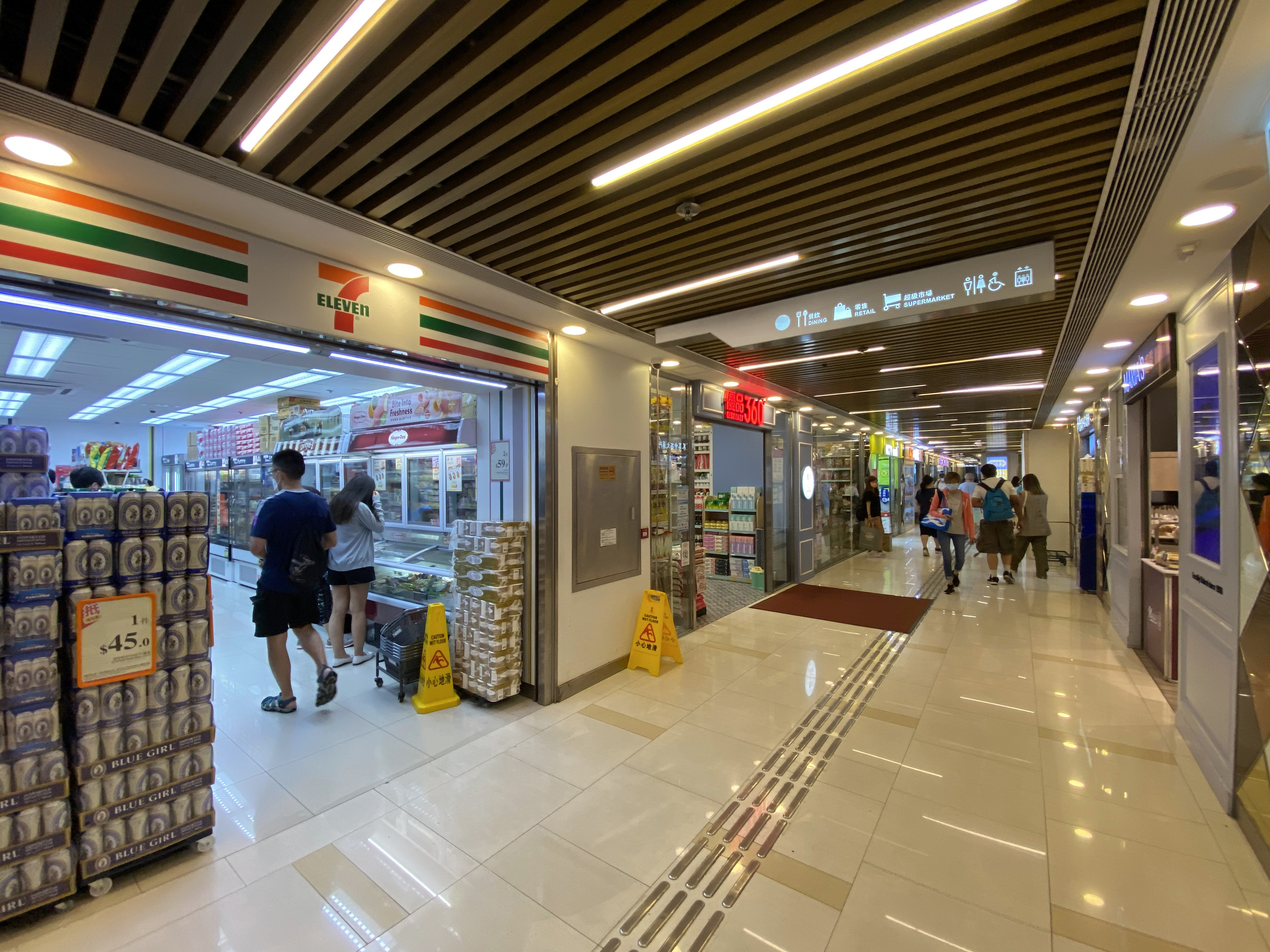
翻新後的的華貴商場
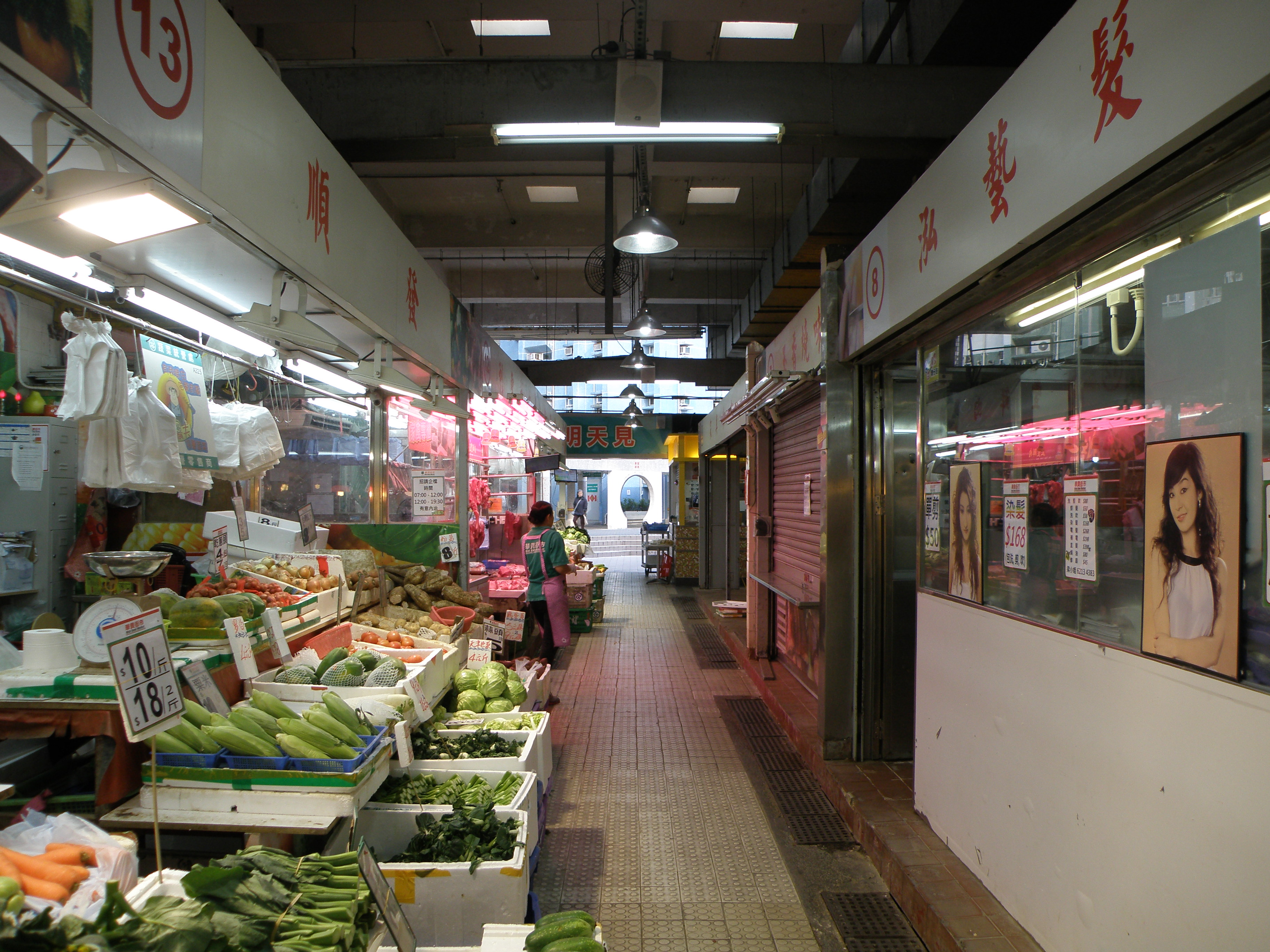
2015年結業前的華貴街市
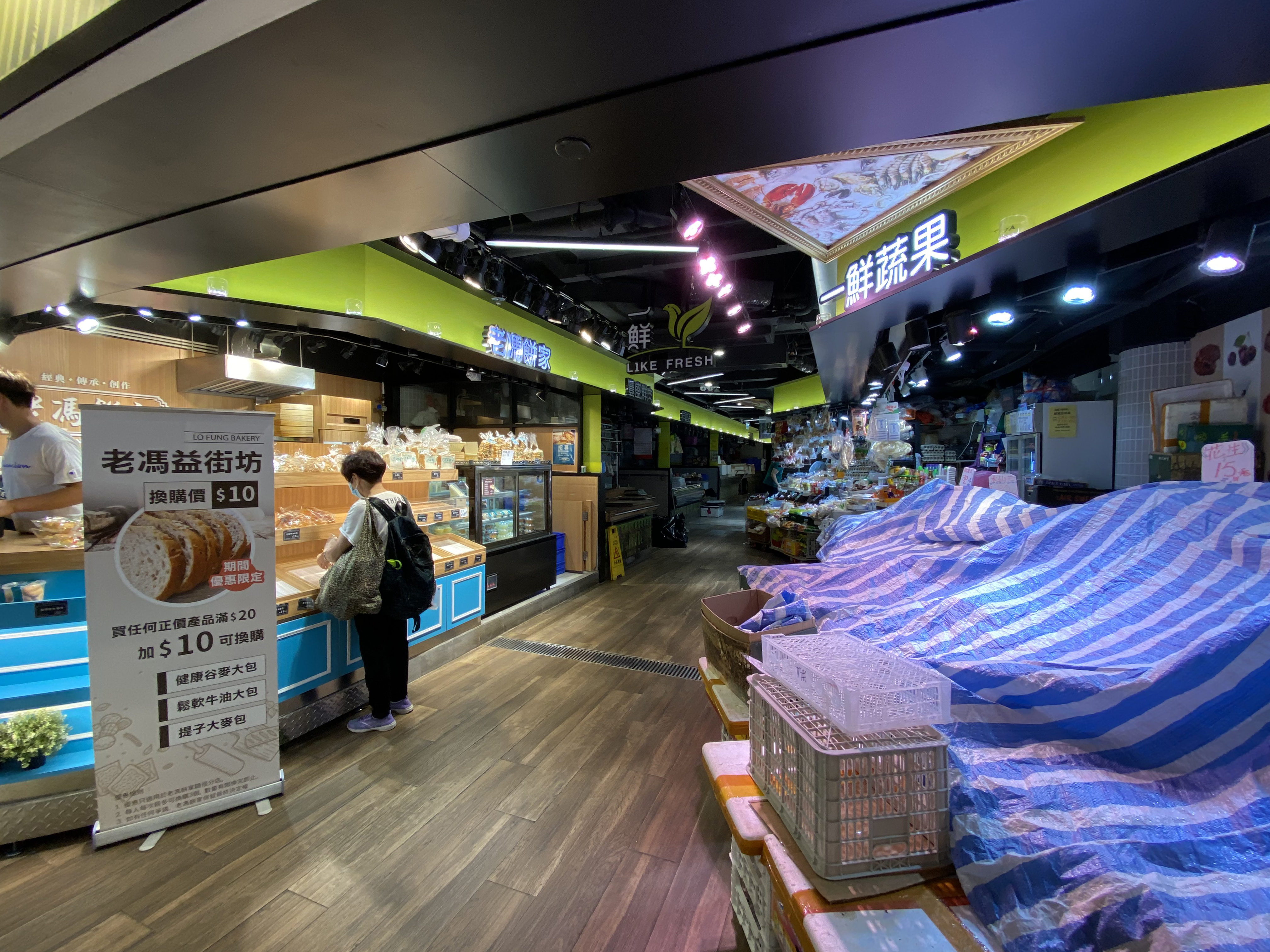
小型街市“一鮮”（2021年）

#### 停車場
2014年，林子峰以5.18億港元購入華貴商場和停車場後。其後業主將停車場改名「華貴坊」。2016年，華貴坊近300個車位被拆售，業主共套現約2.9億港元。其中一個車位以108萬港元成交，刷新全港最貴公屋車位紀錄。華貴坊餘下約60個車位將用作長線收租之用。
拆售後有傳媒發現有車位使用者並非華貴邨及嘉隆苑居民，涉嫌違反公契。

## 教育及福利設施

### 幼稚園
- 聖文嘉中英文幼稚園（華貴邨） （1991年創辦）（位於華賢樓地下）
- 保良局莊啟程夫人（華貴）幼稚園 （1992年創辦）（位於華貴社區中心4樓）

已結束
- 華貴邨中英文幼稚園（1991年創辦）（位於華善樓地下）
- 道爾頓幼稚園（2012年創辦）（位於華善樓地下KG01室）

### 綜合青少年服務中心
- 香港小童群益會賽馬會南區青少年綜合服務中心（位於華貴社區中心1及3樓）

### 長者鄰舍中心
- 香港仔坊會方王換娣長者鄰舍中心 （位於華貴社區中心地下）

### 長者日間護理中心
- 香港仔坊會華貴長者日間護理中心（位於華愛樓地下）

## 知名住客
- 鍾舒漫
- 鍾舒祺

## 外部連結
- 房委會物業位置及資料 華貴邨 （页面存档备份，存于）